# Vila Nova do Espírito Santo de Abrantes
Vila Nova do Espírito Santo de Abrantes, ou apenas Vila de Abrantes, foi uma antiga povoação indígena. Inicialmente chamou-se Aldeia do Espírito Santo, sendo iniciada em 1558 e estabelecida pelos padres da Companhia de Jesus no Brasil, com a intenção de catequizar os nativos e propagar a santa fé. Posteriormente passaria a ser denominada como Vila de Abrantes, após a expulsão dos jesuítas pelos holandeses. Foi a primeira sede administrativa de Camaçari e atualmente faz parte deste município.

## História
A história da Vila de Abrantes tem início a partir da habitação dos povos tupis, em torno do ano 1000, no Recôncavo baiano. Com a invasão da região por exploradores europeus, foi fundada no ano de 1558 a Aldeia do Espírito Santo pelos jesuítas, habitada por índios de várias aldeias tupinambás. Essa região é reconhecida como uma das quatro primeiras povoações fundadas pelos jesuítas no Brasil, o respectivo grupo que residia na aldeia  ficava instalado em uma capela de taipa, às margens do rio Joanes, sob o comando do padre João Gonçalves e o irmão Antônio Rodrigues.
Em 1624, a aldeia serviu de asilo para o bispo D. Marcos Teixeira, o clero da Diocese de São Salvador da Bahia e aos jesuítas durante a tentativa de ocupação da Bahia pelos holandeses. O local se demonstrou resistente às invasões, por várias vezes, estabeleceram confrontos armados, como a Guerra do Paraguaçu e as lutas contra a invasão holandesa. Sendo reconstituída em 1641 e remodelada em 1689. No ano de 1755, os jesuítas foram expulsos da Aldeia do Espírito Santo, no governo do Marquês de Pombal. Logo, em 1758 do dia 27 de setembro passaram a ser categorizada como Vila, por provisão do Conselho Ultramarino, Alvará Régio, denominando-se Vila Nova do Espírito Santo de Abrantes (Vila de Abrantes). Inaugurando a Casa da Câmara e cadeia municipal.
Em 1846, a Resolução provincial n.º 41, de 16 de abril, extinguiu a vila. Esta que passou a ser integrada ao município de Mata de São João. No dia 3 de junho de 1848, a Resolução n.º 310 foi restabelecida, resultando no desmembramento de Mata de São João.
No dia 22 de março de 1920, a lei municipal criou o distrito de Camaçari, cujo território abrangia a antiga Vila de Abrantes. Confirmada pela Lei estadual n.º 1422, de 4 de agosto de 1920.

## Descrição por Domingos Alves Branco Moniz Barreto
Domingos Alves Branco, ex-capitão do regimento de Infantaria de Extremoz e escriturário da contadoria geral da Junta da Real Fazenda da capitania da Bahia, futuro sargento-mor e comandante do presídio do Morro de São Paulo na Bahia. Visitou a aldeia em missão, produziu uma planta iconográfica da Vila de Abrantes, por volta, de 1792 e redigiu a sua descrição daquilo que observou nesse trajeto.
Fica esta Villa distante da cidade da Bahia 8 legoas. He huma das mais bem situadas, em que me achei, amena, e muito aprazível, athe pellos excelentes e agradáveis passeios que tem por fora da povoação. O número do seus habitantes era muito diminuto e não chegava a 100 índios, não só pela diversão que tem feito para as aldêas e Missões de Natuba, sertão muito distante e ainda para fora da Capitania, mas principalmente para as visinhanças da Aldêa de Massarão-dupio, o que também deu motivo ao Governador e Capitão General para me incumbir a diligência de os fazer tornar as suas povoações, além da principal que foi de Fazer levantar as cazas incendiadas na Missão de Massarãodúpio, como se mostra no seu devido e competente logar. Os Indios que achei nesta Villa he gente muito dada ao trabalho da lavoira, sendo a sua principal força a plantação da mandioca,de que fazem a melhor farinha para seu sustento, e o muito que lhes sobra a reputação na cidade. Além d'isso, plantão algodão, que produz muito de fina felpa, porém não corresponde o lucro ao trabalho, porque no tempo próprio da colheita lhe cae quasi sempre hum certo orvalho, que apodrece muitos cazulos. Os indios que não tem lavoira se empregão em huma grande olaria, ali estabelecida de telha e tijolo, que eu achei em alguma deterioração e promovi do modo possível o seu adiantamento fazendo de novo salariar 2 homens, que mandei convidar das olarias da villa de  Jaguaripe para os ensinar também a fabricar louças para o uso ordinário das cozinhas. Observei também a docilidade e boa inclinação dos pequenos Indios e a sua aptidão para o estudo das primeiras lettras e ainda para muitas sciencias, o que não poderão conseguir, pela falta de directores capazes, que a maior parte delles tem sido, como o actual que ali reside, não  só ignorante, mas de pessimos costumes. Desta povoação os Indios que estavão fugidos pude fazer recolher as suas antigas habitações, ainda com insano trabalho, 22 cazaes e 9 Indios solteiros, a saber: 8 cazaes e 6 Indios solteiros que estavão em cazas de diversos parentes na Aldêa de Massarão-dupio e 14 cazaes e 3 índios solteiros que os achei nas terras desde o rio Jacuipe athe os campos do Bibó.

## Configuração do espaço
A disposição da aldeia mostra a geometria, em forma retangular, comum nas aldeias dos jesuítas da época. Com uma grande área aberta que servia de local para eventos pertinentes às práticas das tribos e da Igreja.
Tem lugar de destaque a antiga igreja dos padres da Companhia, hoje conhecida como A Igreja do Divino Espírito Santo. Logo ao lado, havia a ala da residência, que era ocupada pelo vigário de Abrantes, Padre Rodrigues de Oliveira. A igreja obtinha de um alpendre de entrada, característica dominante da arquitetura jesuítica; uma fachada com linhas pesadas e quadradas, da renascença portuguesa; frontispício circular e dois obeliscos de pedra que integravam os únicos adornos da fachada. E a torre ao lado que era caracterizada pela sineira.
A Casa de Câmara e Cadeia, localizada à direita da igreja, era composta por um telhado coberto de telhas, com uma fachada dividida por pilastras e uma grande janela, provavelmente com gradil de ferro ou paus.
A aldeia era configurada no entorno de 65 residências de índios, dados associados por Domingos Barreto- ex-capitão do regimento de Infantari de Extremoz e escriturário da contadoria geral da Junta da Real Fazenda da Capitania da Bahia, que foi até a Vila de Abrantes , no século XVII, em missão para documentar este local.
Entre as estradas de chão que chegavam até a vila estavam os caminhos que conduziam até o resto da Bahia. Tais como: a Estrada do Arambebe, Estrada que vem do Rio Joanes, Estrada que ia até a Capoame, entre outras. No final do século XIX, com a expansão da malha ferroviária baiana houve a integração com o recôncavo e a região do São Francisco.
Pela configuração de ocupação que se mostrava pela agricultura de sobrevivência, roças e sítios, ainda hoje é possível se encontrar aglomerações remanescentes de quilombos.

### Igreja do Divino Espírito Santo
A histórica Igreja do Divino Espírito Santo, em Abrantes, fundada por volta do século XVI pelos jesuítas, era parte de suas instalações junto com a ala residencial que foi demolida em 1940. A construção do templo atual remete ao século XVII, já que a aldeia foi reconstruída em 1641 e remodelada em 1689.